# Terry Spinks
Terence George Spinks, detto Terry (West Ham, 28 febbraio 1938 – Chadwell Heath, 26 aprile 2012), è stato un pugile britannico.

## Carriera
Da dilettante ha vinto la medaglia d'oro olimpica nel pugilato alle Olimpiadi 1956 svoltesi a Melbourne nella categoria dei pesi mosca, battendo in semifinale il francese René Libeer e finale il rumeno Mircea Dobrescu.
Passato al professionismo l'anno successivo, ha combattuto nei pesi piuma sino a conquistare il titolo britannico e del Commonwealth nel 1960. L'anno successivo dovette cedere il titolo al futuro campione del mondo Howard Winstone per knock-out tecnico al decimo round. Ha combattuto fino al 1962.